# Farnost (katolická církev)
V katolické církvi je farnost (latinsky parochia) natrvalo zřízené společenství věřících v rámci partikulární církve, jejíž pastorační péče je svěřena faráři (latinsky parochus) pod vedením diecézního biskupa. Je to nejnižší církevní jednotka v katolické biskupské správě a základní složka diecéze nebo eparchie. Farnosti existují v latinské i východních katolických církvích. V Kodexu kanonického práva z roku 1983 jsou farnosti konstituovány podle kán. 515–552 s nadpisem „Farnosti, faráři a farní vikáři“.

## Typy
Většina farností jsou územní farnosti, které zahrnují všechny křesťanské věřící žijící na určitém geografickém území. Nadřazenou územní jednotkou je děkanát nebo vikariát, na které dohlíží na děkan či okrskový vikář (vicarius foraneus).
Podle kánonu 518 může biskup v rámci svého úřadu zřídit také neteritoriální farnosti neboli osobní farnosti. Osobní farnosti se zřizují, aby lépe sloužily katolíkům určitého obřadu, jazyka, národnosti nebo jiných společných rysů, které z nich činí samostatné společenství. Mezi takové farnosti patří např. tyto:
- Národní farnosti, které jsou zřízeny pro věřící určité etnické skupiny nebo národnosti a nabízejí bohoslužby a aktivity v jejich rodném jazyce.[3]
- Farnosti zřízené za účelem služby vysokoškolským studentům.[3]
- Farnosti zřízené v souladu s motu proprio apoštolského listu Summorum Pontificum ze 7. července 2007 „pro slavení podle starší formy římského ritu“,[4] tj. formy používané v roce 1962.
- Farnosti patřící do osobních ordinariátů pro bývalé anglikány, jak byly stanoveny v Anglicanorum Coetibus ze 4. listopadu 2009. Ve Spojených státech sem patří také ty, které byly zřízeny před rokem 2009 na základě pastoračního opatření a dalších dispenzí pro bývalé členy episkopální církve ve Spojených státech.

Všichni věřící křesťané, kteří bydlí v územní farnosti, jsou považováni za členy této územní farnosti a všichni členové společenství, pro které byla zřízena personální farnost, jsou podobně členy této personální farnosti. Členství by se však nemělo zaměňovat s registrací nebo bohoslužbou. Římští katolíci se mohou z praktických důvodů nebo z vlastní záliby účastnit liturgie v jakémkoli katolickém kostele, dokonce i ve východokatolickém. Termín kostel může označovat farnost – společenství, které se společně schází – nebo budovu. V tomto článku je používán pro označení budovy.

## Personál
Každá farnost je svěřena jednomu faráři (v USA pastorovi, v Polsku proboštovi), i když pastorační péče o jednu nebo více farností může být svěřena také skupině kněží in solidum pod vedením jednoho z nich, který se za svou činnost zodpovídá biskupovi. V mimořádných situacích může být podíl na pastorační péči o farnost svěřen také jáhnovi nebo laikovi pod dohledem kněze. Kánon 519 uvádí: „V případě, že je farnost pod dohledem kněze, je třeba se o ni postarat:
Farář je vlastním pastýřem sobě svěřené farnosti a vykonává pastorační péči o sobě svěřené společenství pod řízením diecézního biskupa, je povolán, aby se ním podílel na Kristově službě, aby pro toto společenství konal službu učením, posvěcováním a řízením ve spolupráci s ostatními kněžími nebo jáhny a v součinnosti s křesťany laiky, podle ustanovení práva.
V americkém pojetí je „farní kněz“ jakýkoli kněz přidělený do farnosti, a to i v podřízené funkci, a někteří mohou být označeni jako pomocní pastoři nebo asistující pastoři. V celosvětovém měřítku mohou být označováni jako pomocní kněží, farní vikáři nebo v českém prostředí řidčeji kuráti.

### Ostatní personál
Kromě faráře a jeho případných pomocných kněží má farnost běžně také zaměstnance z řad vysvěcených jáhnů a laiků („sakristie“) či řeholníků. Například farní sekretář může pomáhat v administrativních záležitostech, farní sestra při činnostech, jako je navštěvování nemocných, a třeba ženatý trvalý jáhen při svátostných i pastoračních nebo administrativních povinnostech.
Farnost je povinna mít ekonomickou radu, a pokud to biskup uzná za vhodné, také pastorační radu nebo farní radu. Ekonomická rada a pastorační rada mají pouze poradní funkci. Farní rada je často volená, aby byla široce reprezentativní pro farní společenství, zatímco členy ekonomické rady nejčastěji jmenuje farář podle jejich odbornosti.

## Farní život
Kromě farního kostela může mít každá farnost pomocné organizace a jejich zařízení, jako je fara, farní sál, farní škola nebo komunitní centrum, které se často nacházejí ve stejném areálu nebo v sousedství kostela.

### Farní kostel
Další informace: Farní kostel
Každá farnost má vlastní bohoslužebné místo, farní kostel. Geografické podmínky, přeplněnost nebo jiné okolnosti mohou přimět farnost ke zřízení alternativních bohoslužebných center, která však nemusí mít faráře na plný úvazek.
Farní kostel je pro většinu katolíků centrem duchovního života, protože v něm přijímají svátosti. V neděli a případně i denně slouží mši kněz, který ve farnosti bydlí. Ve větších nebo rozvinutějších farnostech je v něm denní možnost zpovědi a případně se konají i nešpory. V souladu s místní kulturou a podmínkami se konají také aktivity a společenské akce pod vedením laiků.

### Farní škola
Viz též: Katolická škola
Mnoho farností v různých částech světa provozuje školy pro děti z farnosti, i když jejich organizace, personální obsazení a financování se značně liší podle místních zvyklostí. Mnohé farnosti však nemohou podporovat školy samy a mohou existovat regionální školy provozované některou farností nebo diecézí. Kromě standardních učebních osnov se žákům na farních školách dostává morální a náboženské výchovy v souladu s učením katolické církve.

## Formace
Farnost má dva základní prvky: skupinu křesťanských věřících a faráře (ve Spojených státech nazývaného pastor), který slouží jejich duchovním potřebám. Farnost je podle kanonického práva „právnickou osobou“, a je tedy uznávána jako jednotka s určitými právy a povinnostmi, není však autonomní. Diecézní biskup má výhradní pravomoc farnosti zřizovat, rušit nebo měnit, a to po konzultaci se svou kněžskou radou.
Ecclesiae Sanctae, apoštolský list papeže Pavla VI. z roku 1966 vydaný formou motu proprio, stanoví, že
farnosti, v nichž lze apoštolskou činnost vykonávat jen obtížně nebo méně účinně z důvodu nadměrného počtu věřících nebo příliš rozsáhlého území či z jiného důvodu, vhodně rozdělit nebo rozčlenit podle různých okolností. Stejně tak farnosti, které jsou příliš malé, by měly být sloučeny, pokud to situace vyžaduje a okolnosti dovolují.
Tam, kde byl farář jmenován pastýřem určité komunity, ale okolnosti nedovolují, aby byla formálně ustanovena jako farnost, je tato komunita uznána jako kvazifarnost. Kvazifarnosti by se nacházely v nových misijních společenstvích, nazývaných „misie“ mateřské farnosti, v nových čtvrtích a v komunitách, které jsou příliš malé na to, aby uživily vlastního kněze.

## Pojmenování
Kanonické právo neposkytuje žádné formální pokyny pro volbu názvu farnosti nebo kvazifarnosti, nicméně Kongregace pro bohoslužbu a svátosti vydala v roce 1999 pokyny, podle nichž může být běžně totožný s názvem farního kostela. Obřad svěcení kostela a oltáře zase stanoví, že tento název musí být
- jméno Nejsvětější Trojice
- jméno Krista, vzývané v liturgii, nebo tajemství jeho života
- jméno Ducha svatého
- jméno Panny Marie, vzývané pod názvem pro ni používaným v liturgii
- jméno svatého anděla
- jméno kanonizovaného světce, jak je uvedeno v římském martyrologiu (nebo v dodatku)
- jméno blahoslaveného, ale pouze se svolením Svatého stolce

Pokud dojde ke sloučení dvou nebo více farností, církevní budovy každé z nich si ponechají své jméno, ale samotná farnost může z pastoračních důvodů přijmout jiné jméno.

## Sloučení a rušení
Viz též: Osoba (katolické kanonické právo)#Právnické osoby
Biskupové mohou uzavřít farnosti prostřednictvím dvou právních mechanismů kanonického práva. Při sloučení se zruší identita dvou nebo více farností a jejich bývalí věřící se zorganizují do nové farnosti a převezmou její identitu. Při rušení je zrušena identita jedné farnosti a její bývalí věřící jsou připojeni k jedné nebo více existujícím farnostem a přebírají jejich identitu.
K rušení dochází pouze tehdy, když se církev domnívá, že stávající farnost nemůže dále existovat. To zahrnuje případy, jako je úpadek, zneužívání nebo odchylky od kanonického učení. Ve skutečnosti je však společenství lidí, které tvořilo bývalou farnost, po zrušení sloučeno do jedné nebo více zbývajících farností, protože geografická oblast musí být podle kanonického práva pokryta jinými farnostmi. Výjimky jsou vzácné, jak vysvětlil Darío Castrillón Hoyos z Kongregace pro klérus v dopise z roku 2006 biskupovi Williamu S. Skylstadovi, předsedovi Konference katolických biskupů Spojených států:
[J]en s velkými obtížemi lze říci, že farnost zaniká. Farnost zaniká ze zákona pouze tehdy, pokud na jejím území již neexistuje žádné katolické společenství, nebo pokud se již sto let neprovádí žádná pastorační činnost (Kán. 120 #1). Když je farnost „zrušena“ kompetentní autoritou, ve skutečnosti se stále existující společenství Kristových věřících ve skutečnosti „spojí“ se sousedním společenstvím Kristových věřících a vytvoří větší společenství a území zaniklé farnosti se připojí k jiné, čímž vznikne větší územní celek.
Farnosti jsou obvykle rušeny nebo slučovány, když se stanou neudržitelnými v důsledku poklesu počtu místních katolíků. Například vzhledem k přetrvávajícímu nedostatku kněží může biskup chtít přerozdělit duchovní sloužící v malé farnosti, aby mohli pomáhat sloužit ve větší farnosti, nebo může pokles příspěvků způsobit, že udržování velkého starého farního kostela je ekonomicky nemožné. Sloučení nebo zrušení farnosti však nutně nevyžaduje uzavření jejího farního kostela nebo jiných provozů. Bývalý farní kostel může být například zachován jako alternativní bohoslužebný prostor nebo upraven pro jiné pastorační využití.

### Nesouhlas s rušením
Ve Spojených státech se objevily spory ohledně rušení farností a ohledně nakládání s farním majetkem a závazky po takové změně.
Někteří biskupové vykládají zrušení farnosti jako ekvivalent zániku farnosti podle kánonu 123 (jako v důsledku války nebo katastrofy), kdy majetek a závazky bývalé farnosti přechází na diecézi. Ve většině případů však byla místní katolická populace stabilní a nelze říci, že by zanikla, a proto měly být rozděleny mezi nástupnické farnosti, jak zdůraznila Kongregace pro klérus v dopise USCCB z roku 2006.
V jiných případech farníci protestovali proti uzavření kostelů, obrátili se na Vatikán a uspořádali protesty vsedě v kostelích v Bostonu, Springfieldu a Worcesteru ve státě Massachusetts, v Allentownu a Scrantonu v Pensylvánii a v Syrakusách a Buffalu ve státě New York. V roce 2010 Nejvyšší tribunál Apoštolské signatury, nejvyšší soud v rámci katolické církve, zrušil rozhodnutí biskupů a rozhodl, že uzavření kostelů ve Springfieldu, Allentownu a Buffalu bylo zbytečné, a proto není podle kánonu 1222 povoleno.

## Historie farní správy v Česku

### Středověký farní systém
Původní podobou církevní správy v Česku byl tzv. velkofarní systém, víceméně odpovídající tzv. hradské soustavě. Na přibližně 20 českých a 8 moravských hradech byla až do konce 12. století soustředěna duchovní služba, tedy udílení křtu, manželství a církevní pohřby.
Síť venkovských kostelů se postupně zahušťovala. Kostely tehdy patřily majiteli pozemku, který mohl jmenovat duchovního bez ohledu na mínění biskupa.
Velké privilegium české církve, dohodnuté pražským biskupem Ondřejem a Přemyslem Otakarem I., změnilo od roku 1222 vlastnické právo ke kostelům na patronátní, takže duchovní jmenoval biskup na návrh patrona (někdejšího vlastníka). V následujícím století posilujícího správního centralismu římskokatolické církve se církevní správa změnila v administrativní systém. Za Karla IV. vrcholila souhra státního a církevního systému. Povýšení pražského biskupství na arcibiskupství a vznik české církevní provincie v roce 1344 a počátky diecézních synod od 30. let 14. století farní systém dotvořený koncem 13. století zastřešily.

### Josefínská farní správa
Současný systém farní správy v zemích bývalé Rakouské monarchie pochází z doby církevních reforem císaře Josefa II. v 80. letech 18. století. Reformy narušily činnost řádů, spolků a církevního školství, ale z farností naopak učinily základ veřejné správy a poskytly farním kněžím hmotné zabezpečení. Vznikly nové farnosti a byla reorganizována biskupství, dělení farností a vikariátů vycházelo ze správního (politického) dělení země.

Dekretem platným od 1. května 1781 Josef II. prohlásil církevní matriky veřejnými knihami, katolická církev je poté vedla v jakési přenesené či svěřené pravomoci státu a podléhala státnímu dozoru, a to až do roku 1949, kdyby byly zákonem č. 268/1949 Sb. převedeny na stát a jeho národní výbory. Lidé jiných vyznání museli být po roce 1781 zapisováni do katolických matrik, evangelické sbory získaly oprávnění vést matriky dekretem dvorské kanceláře z listopadu 1829, avšak povinnosti zápisu do katolických matrik byli evangelíci zbavení teprve tzv. Provizorním nařízením v roce 1849. Židovské rabináty byly povinny vést matriky narozených chlapců od roku 1766 a dívek od roku 1783, od roku 1784 i matriky sňatků a úmrtí, ale za veřejné knihy byly uznány až zákonem z 10. července 1868. Od roku 1870 byly u okresních úřadů vedeny tzv. civilní matriky, do nichž byli zapisováni lidé, kteří nepatřili k žádnému státem uznanému vyznání.

### Období sekularizace
Církevní farní systém nereagoval dostatečně pružně na industrializaci a urbanizaci od konce 19. století, což spolu s teologickou a pastorační nepružností církve i převahou nových myšlenkových systémů vedlo k masovému odcizení národa od církve, která byla spojená s rovněž dožívající Habsburskou monarchií.
Zejména po vzniku Československa pronikly do církve moderní trendy, které se projevily nejen odštěpením modernistické a národně orientované Církve československé husitské, ale i v samotné Římskokatolické církvi. S podporou papeže Pia XI. byla v rámci Katolické akce posilována aktivita laiků ve farnostech.
Po druhé světové válce vedle tradičního fungování farností nabyla významu křesťanská hnutí fungující nezávisle na farním systému, například františkánské a dominikánské vzdělávací programy, křesťanský skauting, Sdružení katolické mládeže, kroužky vycházející z jocismu atd. Tyto trendy umožnily, že za komunistického režimu, který po roce 1948 dostal oficiální církevní struktury do značné míry pod kontrolu, přežívala církev mimo farní struktury, a to buď jako tzv. skrytá církev s tajně svěcenými a tajně působícími biskupy a kněžími, nebo v jiných skrytých, neoficiálních či z hlediska státu ilegálních aktivitách. Po pádu komunistického režimu se část činitelů tzv. skryté církve zapojila do oficiálních farních struktur, jiní nebyli přijati nebo si zachovali odstup. Vlivem půlstoletí útlaku i obecného odkřesťanštění společnosti však ve farnostech zůstal jen malý zlomek aktivních věřících i kněží oproti předválečnému stavu, takže zejména v Čechách zůstala výrazná většina farností neobsazena knězem a mnohé zůstaly úplně mrtvé, tedy i bez tzv. praktikujících věřících.

### Reforma od roku 2004
Asi od roku 2004 probíhá program obnovy farností v české církevní provincii, jehož nejzřetelnějším projevem je zatím rozsáhlé slučování farností. Například v rakovnickém vikariátu se k 1. 1. 2004 počet farností snížil z 26 na 4.
Postupně jsou v některých diecézích (např. pražské, královéhradecké či českobudějovické) hromadně slučovány farnosti do farních kolarur, zejména tak, že dlouhodobě neobsazené jsou připojovány k funkčním, z nichž byly již dlouho spravovány, aby farnosti byly soběstačné a funkční komunity, jde tedy o přizpůsobení organizační struktury faktickému stavu, což přináší zjednodušení účetnictví a výkaznictví, vedení matrik atd. Například v pražské arcidiecézi tento proces začal být projednáván zhruba v roce 2002 a zaváděn je průběžně od roku 2004.

## Statistiky
Počet farníků se v jednotlivých farnostech značně liší, a to i v rámci jedné diecéze, což odráží místní demografickou situaci a bohoslužebné zvyklosti. „Ideální“ velikost farnosti je předmětem diskusí. Podle studie Centra pro aplikovaný výzkum apoštolátu vzrostla průměrná velikost farnosti ve Spojených státech z 2 260 farníků v roce 2000 na 3 277 v roce 2010. Největší farností na světě je katolická farnost Panny Marie v Dubaji s 350 000 farníky.
Počet farností se v jednotlivých diecézích značně liší. V prosinci 2012 bylo na světě 221 740 farností z celkového počtu 456 503 pastoračních center. Některé statistiky o celkovém počtu farností v různých zemích vedou příslušné biskupské konference a uvádějí je v Annuario Pontificio:
- Brazílie – 12 199 (2020)
- Francie – 18 844 (2005); 13 577 (2020)
- Německo – 12 488 (2005); 10 051 (2020)
- Indie – 11 179 (2020)
- Itálie – 25 694 (2006);[29] 25 581 (2020)
- Mexiko – 7 648 (2020)
- Polsko – 10 162 (2006);[30] 10 391 (2020)
- Španělsko – 22 674 (2010);[31] 22 895 (2020)
- Spojené státy – 17 413 (2013);[32] 16 722 (2020)